# Лазаристы
Лазари́сты, Конгрегация миссий, викентийцы, отцы Поля (лат.  Congregatio Missions, CM, фр. Congrégation de la Mission, CM) — католическая мужская конгрегация, основанная св. Викентием де Полем в XVII веке. Лазаристов, вместе с женской конгрегацией дочерей милосердия св. Викентия де Поля часто называют викентийцами.

## Организация
Лазаристы представляют собой общество апостольской жизни. В 2014 году лазаристы насчитывали 3383 члена (из них 3001 священник). Обители лазаристов объединены в провинции, полнотой всей власти в конгрегации обладает генеральная ассамблея, которая должна собираться не реже одного раза в 6 лет и включать в себя делегатов от каждой обители. Генеральная ассамблея избирает генерального настоятеля, резиденция которого находится в Риме. Лазаристы представлены в 86 странах, общее число обителей — 510; больше всего обителей лазаристов во Франции, Испании, Италии, Польше. В России братья из конгрегации лазаристов окормляют некоторые католические приходы Свердловской области.
Главные направления деятельности конгрегации — проповедь Евангелия среди бедных, католическое образование, в том числе и образование клира, руководство семинариями, оказание помощи в управлении приходами, миссионерская деятельность.

## История

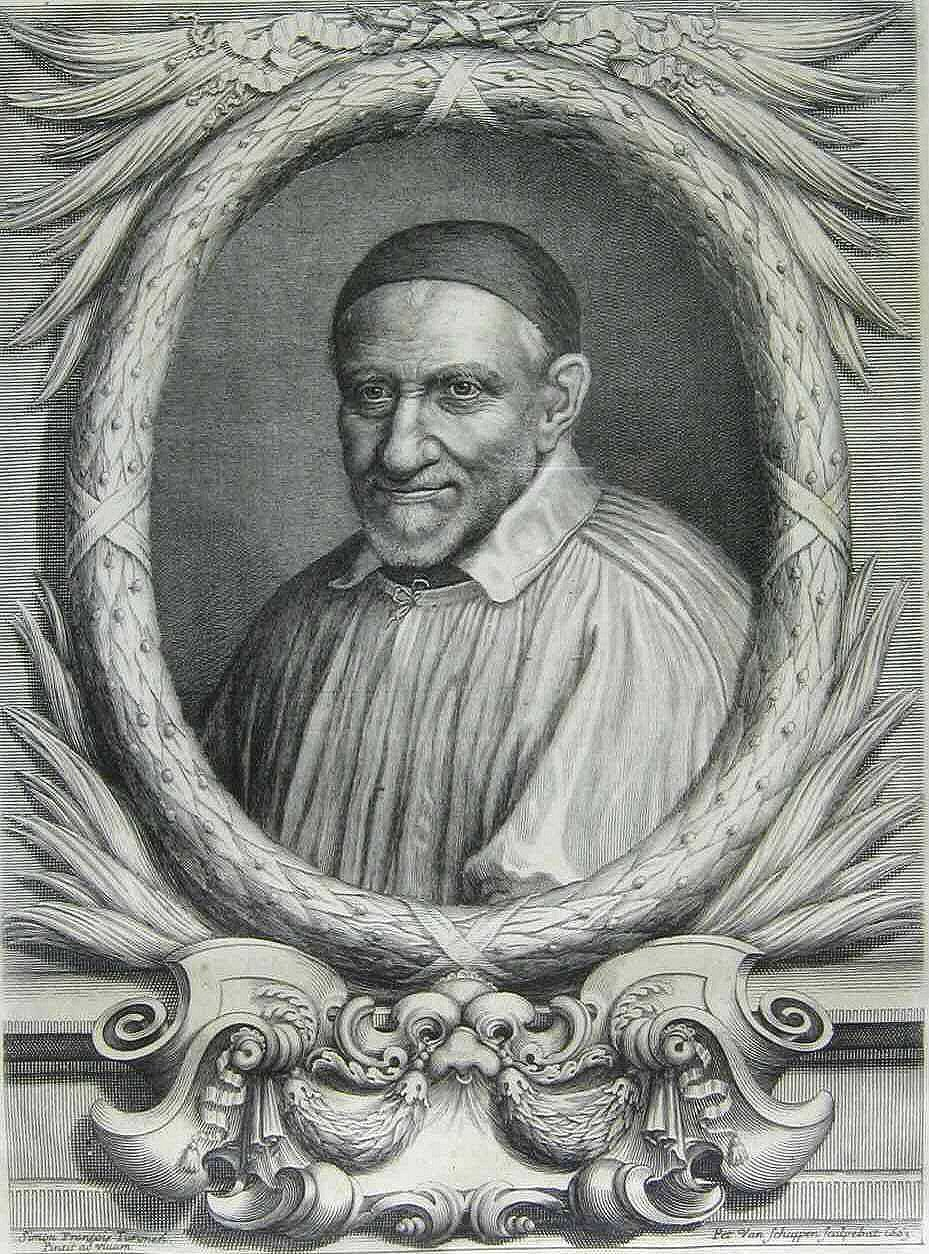
Святой Викентий де Поль, основатель конгрегации

Замысел создания новой конгрегации возник у св. Викентия де Поля во время его службы капелланом в богатой семье Гонди. Двумя главными проблемами церкви в начале XVII века во Франции святой Викентий считал низкий уровень образованности и религиозности среди бедных слоев общества, в первую очередь, крестьянства; а также низкий уровень образования и благочестия среди клира. Решение этих проблем и стало главной задачей конгрегации.
Важной датой для истории лазаристов считается 25 января 1617 года, когда после проповеди св. Викентия в деревне Фольвиль множество людей пережили духовное обращение. Официальной датой создания конгрегации считается 17 апреля 1625 года, когда св. Викентий и его ученик Антуан Портей дали обет постоянно молиться о деле христианской миссии. Новая община разместилась сначала в коллегии Бон-Анфан в Париже, а в 1632 году, когда она насчитывала уже более 140 священников, то ей был передан монастырь Сен-Лазар в Париже, по имени которого Конгрегация миссий и получила своё второе, но наиболее распространенное название.
Конгрегация была утверждена папой Урбаном VIII 12 января 1632 года, однако её устав разрабатывался св. Викентием более 30 лет и принял окончательный вид лишь в 1658 году.
Уже к 1660 году обители лазаристов распространились по всей Западной и Центральной Европе. Активно братья вели и миссионерскую деятельность в нехристианских странах. Даты основания миссий — Италия (1638), Тунис (1643), Алжир и Ирландия (1646), Мадагаскар (1648), Польша (1651).
В соответствии с заветами своего основателя большое внимание уделялось семинариям и богословской подготовке будущих священников. К концу XVIII века лазаристы возглавляли почти 100 семинарий (из них 60 — во Франции).
Большой удар конгрегации был нанесен в ходе Великой французской революции, когда были закрыты и разорены почти все семинарии и монастыри, включая и монастырь Сен-Лазар.
В XIX веке лазаристы восстановили утраченные позиции и продолжили своё развитие — были основаны новые миссии во многих странах Азии, в том числе в Персии и Османской империи, а также в Африке — в Египте и Эфиопии. Лазарист святой Юстин де Якобис стал первым апостольским викарием Эфиопии и сыграл большую роль в преодолении враждебности эфиопов к Католической церкви.
В XX веке конгрегация понесла новые тяжёлые потери — в ходе гражданской войны в Испании были убиты несколько десятков братьев и разорено множество обителей. После установления коммунистических режимов в Восточной Европе были ликвидированы или на долгое время оказались оторванными от общения с конгрегацией обители в Польше, Венгрии, Чехословакии и Югославии. Несмотря на это, наибольший расцвет конгрегации приходится на 1960-е годы, когда она насчитывала почти 6 тысяч человек.

## Лазаристы на Украине, в Белоруссии и России
В 2001 году в Киев из Ирландии приехал о. Поль Роуч, где основал первую обитель лазаристов. В этом же году Генеральный настоятель конгрегации объявил о создании Вице-провинции Свв. Кирилла и Мефодия, которая объединяет лазаристов Украины, Белоруссии и России. На Украине приходы имеются в Киеве, Одессе, Харькове, Перечине и Сторожинце. В Белоруссии - в Гродно. В России - в Нижнем Тагиле. В настоящее время визитатором Вице-провинции является о. Томаж Маврич (СМ).

## Известные личности
К числу лазаристов принадлежали «апостол Туниса» Ж. Герен, музыкант К. А. Вакетта, богослов П. Колле, миссионеры и ученые Э. Гюк и Л. А. Дави, собиратель польской религиозной музыки Михал Мёдушевский.
За время существования конгрегации более 200 братьев, в том числе два епископа, приняли мученическую смерть, многие были беатифицированы. Больше всего лазаристов погибло во время Великой французской революции (Ж. Франсуа, А. Грюйе и другие), во время преследования христиан в Китае в XIX веке (бл. Жан Габриэль Пербуар, Франсуа Кле и другие), во время Гражданской войны в Испании.

## В искусстве
Французский миссионер из ордена лазаристов упомянут в романе Жюль Верна Пять недель на воздушном шаре (22 гл)